# Lycée Montgrand
Le lycée Montgrand est un établissement français d'enseignement secondaire et supérieur, situé dans le  6e arrondissement de Marseille.

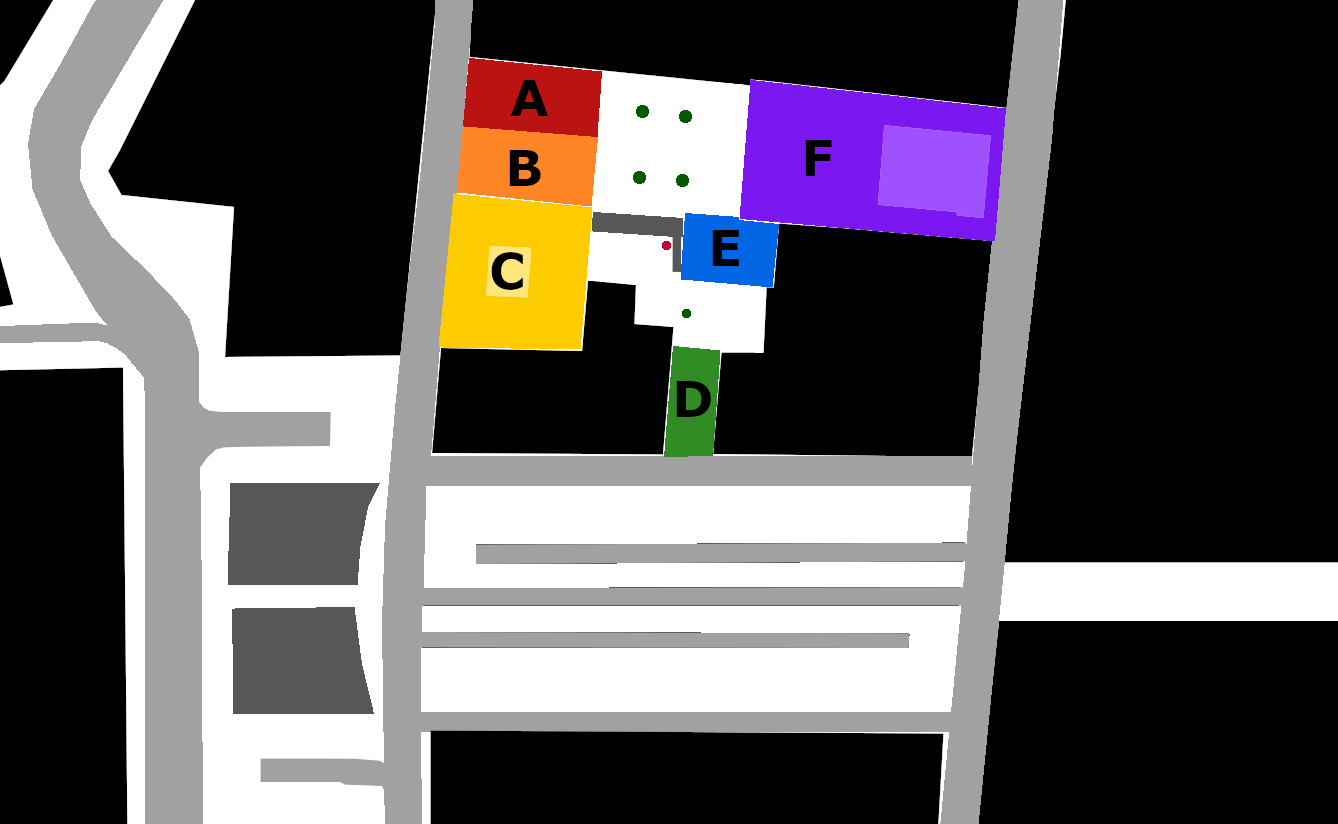
Disposition des différents bâtiments du lycée.

Le lycée Montgrand est installé dans l'ancien hôtel Roux de Corse. Classé monument historique, il est composé de six bâtiments et possède deux entrées, professeurs et élèves rentrant séparément.

## Histoire
Le lycée Montgrand fut le premier lycée de jeunes filles de Marseille, ouvert le 1er octobre 1891 comme annexe du lycée Thiers. Le corps enseignant du lycée fut dans un premier temps composé des professeurs du lycée de garçon, le désormais nommé lycée Thiers.
Son nom actuel lui a été donné a posteriori en mémoire d'un ancien maire de Marseille : le marquis de Montgrand.
En mars 2021, le lycée connait une série d'incendies d'origine criminelle. Le 23 mars en début d’après-midi, le premier feu se déclare dans une salle du troisième étage du bâtiment C, s'ensuit alors l'évacuation des 400 élèves et des 35 membres du personnel ; il n'y a eu néanmoins aucun blessé. Le 25 mars en tout début de matinée, un nouveau feu se déclare dans les toilettes du quatrième étage. Mais cette fois-ci, l'élève a été filmé en flagrant délit. La proviseure le reconnaissant lors du visionnage de la vidéo, celui-ci est donc interpellé et mis en garde à vue, il était inconnu des services de polices. Les dégâts de ce second incendie sont cependant légers,,.

## Formations proposées
Du temps des filières, le lycée Montgrand préparait aux bacs généraux (littéraire, économique et social, et scientifique). 
Depuis la réforme du baccalauréat général et technologique et réforme du lycée, le lycée prépare maintenant au bac général, et propose les spécialités suivantes : mathématiques ; physique-chimie ; sciences de la vie et de la Terre, sciences économiques et sociales ; histoire-géographie, géopolitique et sciences politiques ; humanités, littérature et philosophie ; langues, littératures et cultures étrangères et régionales – anglais ; arts : musique,.
Le lycée prépare aussi au bac technologique de la voie STMG (sciences et technologies de la gestion).
L'enseignement renforcé des langues anglaise, arabe et allemande est proposé à travers le parcours discipline non linguistique (DNL).

## Résultats aux examens
| Année | Taux de réussite | Rang départemental | Rang national | Variation par rapport à l'an précédent |
| ----- | ---------------- | ------------------ | ------------- | -------------------------------------- |
| 2019  | 86,85 %          | 65/117             | 2346/?        | -0,1 %                                 |
| 2018  | 86,96 %          | ...                | ...           | +0,8 %                                 |
| 2017  | 86,17 %          | ...                | ...           | -1,7 %                                 |
| 2016  | 87,87 %          | ...                | ...           | +3 %                                   |
| 2015  | 84,90 %          | ...                | ...           | +6 %                                   |
| 2014  | 78,93 %          | ...                | ...           | -3 %                                   |
| 2013  | 81,96 %          | ...                | ...           | +2 %                                   |
| 2012  | 80,00 %          | ...                | ...           | -3,2 %                                 |
| 2011  | 83,20 %          | ...                | ...           | +3,3 %                                 |
| 2010  | 79,91 %          | ...                | ...           | -6,9 %                                 |
| 2009  | 86,76 %          | 61/136             | 2431/5298     | +7 %                                   |
| 2008  | 80,09 %          | 72/136             | 2782/5298     | -2 %                                   |
| 2007  | 82 %             | 72/136             | 2601/5298     | +7 %                                   |
| 2006  | 75 %             | 89/136             | 3114/5298     | -1 %                                   |
| 2005  | 76 %             | 54/136             | 1745/5298     | -7 %                                   |
| 2004  | 83 %             | 33/136             | 1212/5298     | +5 %                                   |
| 2003  | 78 %             | 49/136             | 1642/5298     | non disponible                         |

En 2018, le lycée se classe 46e sur 78 au niveau départemental quant à la qualité d'enseignement, et 1443e au niveau national. Le classement s'établit sur trois critères : le taux de réussite au bac, la proportion d'élèves de première qui obtient le baccalauréat en ayant fait les deux dernières années de leur scolarité dans l'établissement, et la valeur ajoutée (calculée à partir de l'origine sociale des élèves, de leur âge et de leurs résultats au diplôme national du brevet).

## Localisation
Ce site est desservi par : le Métro et le Tramway de Marseille : Station Estrangin - Préfecture (métro) et station Place de Rome (tramway).
Situé au centre de Marseille, dans le 6e arrondissement de la ville, le lycée Mongrand est facilement accessible. Il domine la place Félix-Baret et se situe à moins de 100 mètres de l'hôtel de préfecture des Bouches-du-Rhône. La sortie des élèves donnant sur la place, beaucoup ont l'habitude d'y rester à la fin de leurs cours. Le lycée se trouve également proche de la rue de Rome, grande rue marchande, où l'on peut notamment trouver un ancien bâtiment de la Banca Commerciale Italiana.

## Galerie

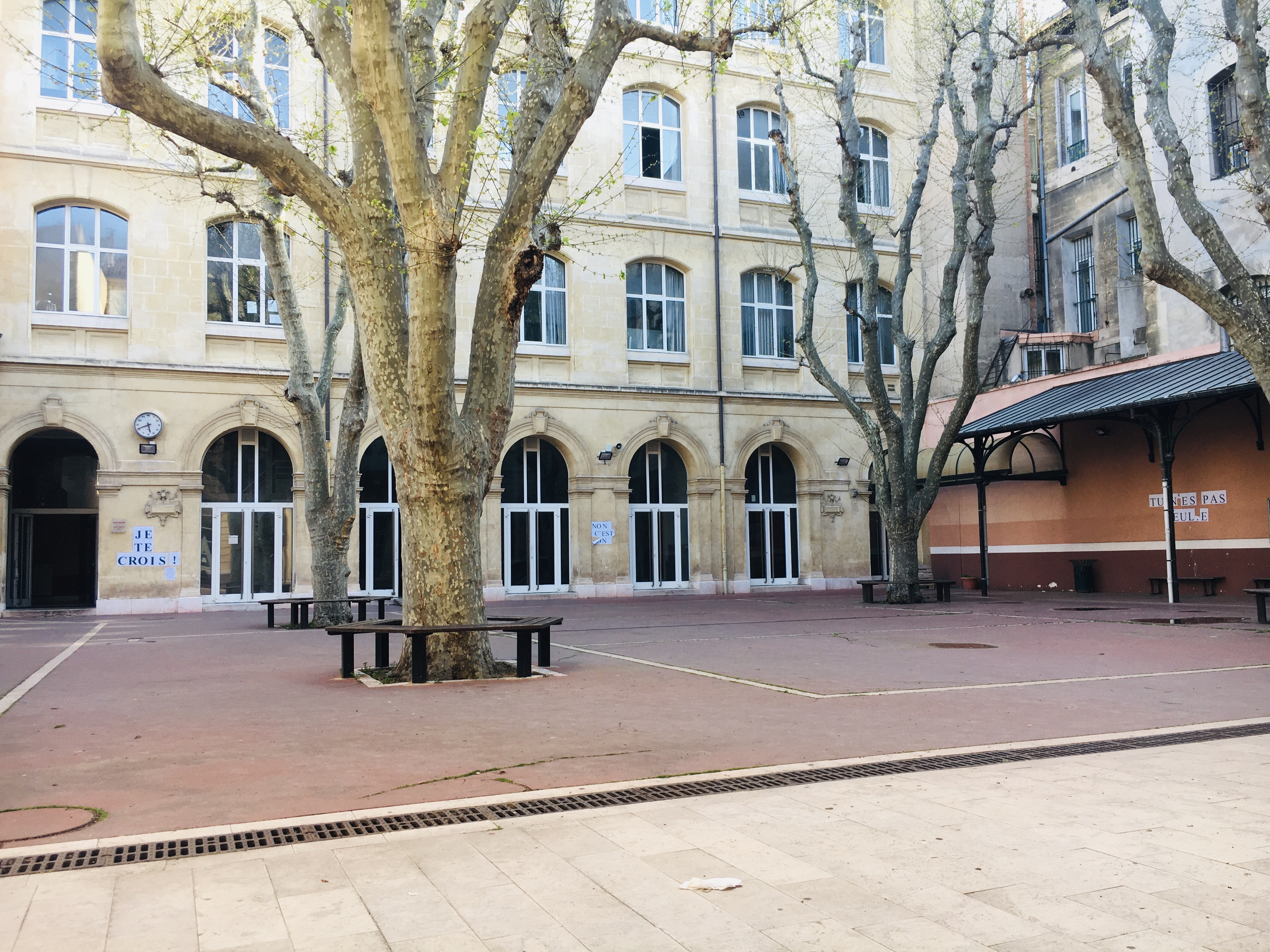
Cour supérieure du lycée.
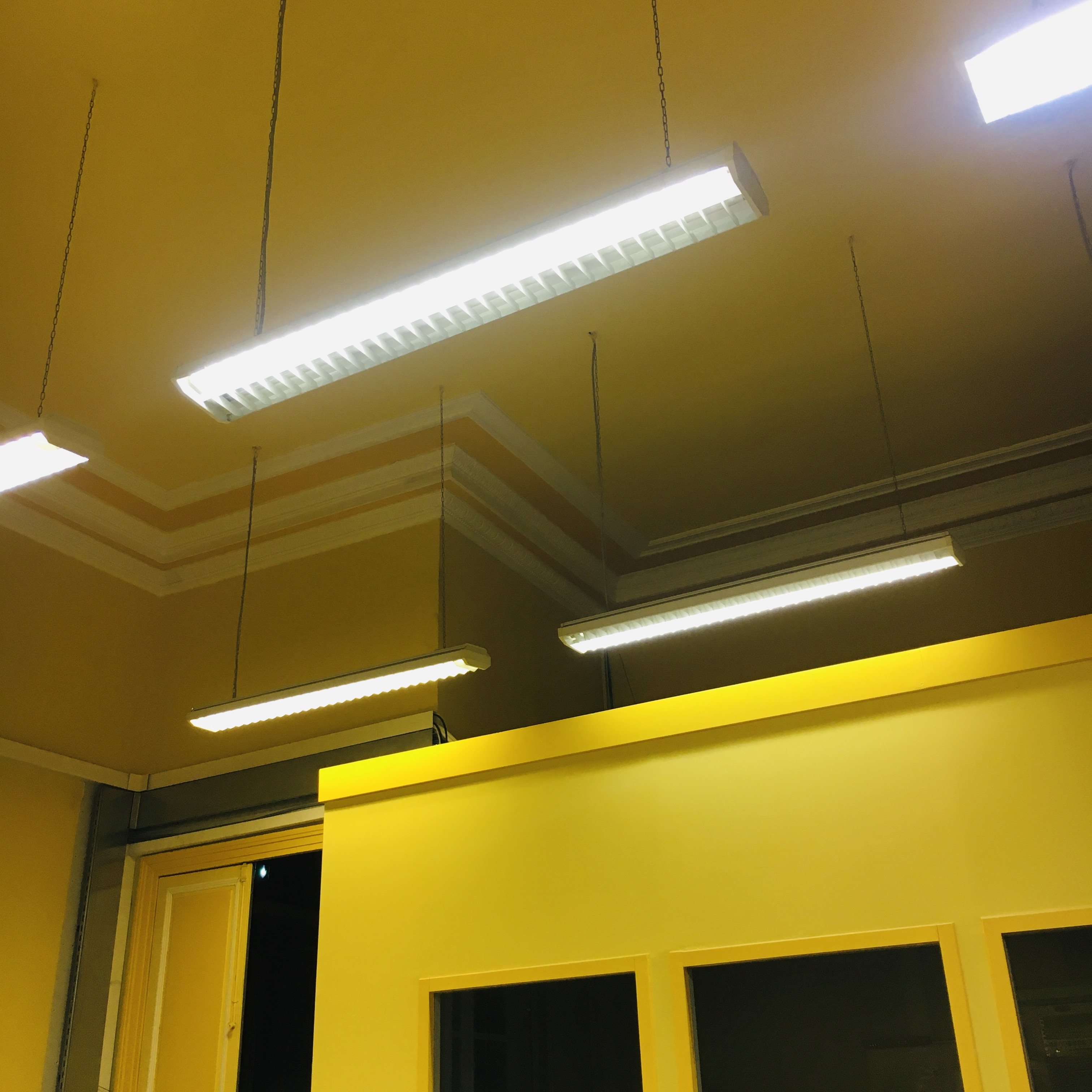
Salle informatique MM1.
L'Arbre rouge.

## Personnalités liées au lycée
Certaines dates contenues dans cette section pourraient être erronées, merci de vous-en référer aux sources. Vous pouvez également apportez vos précisions à cet article. Comment faire ?

### Élèves

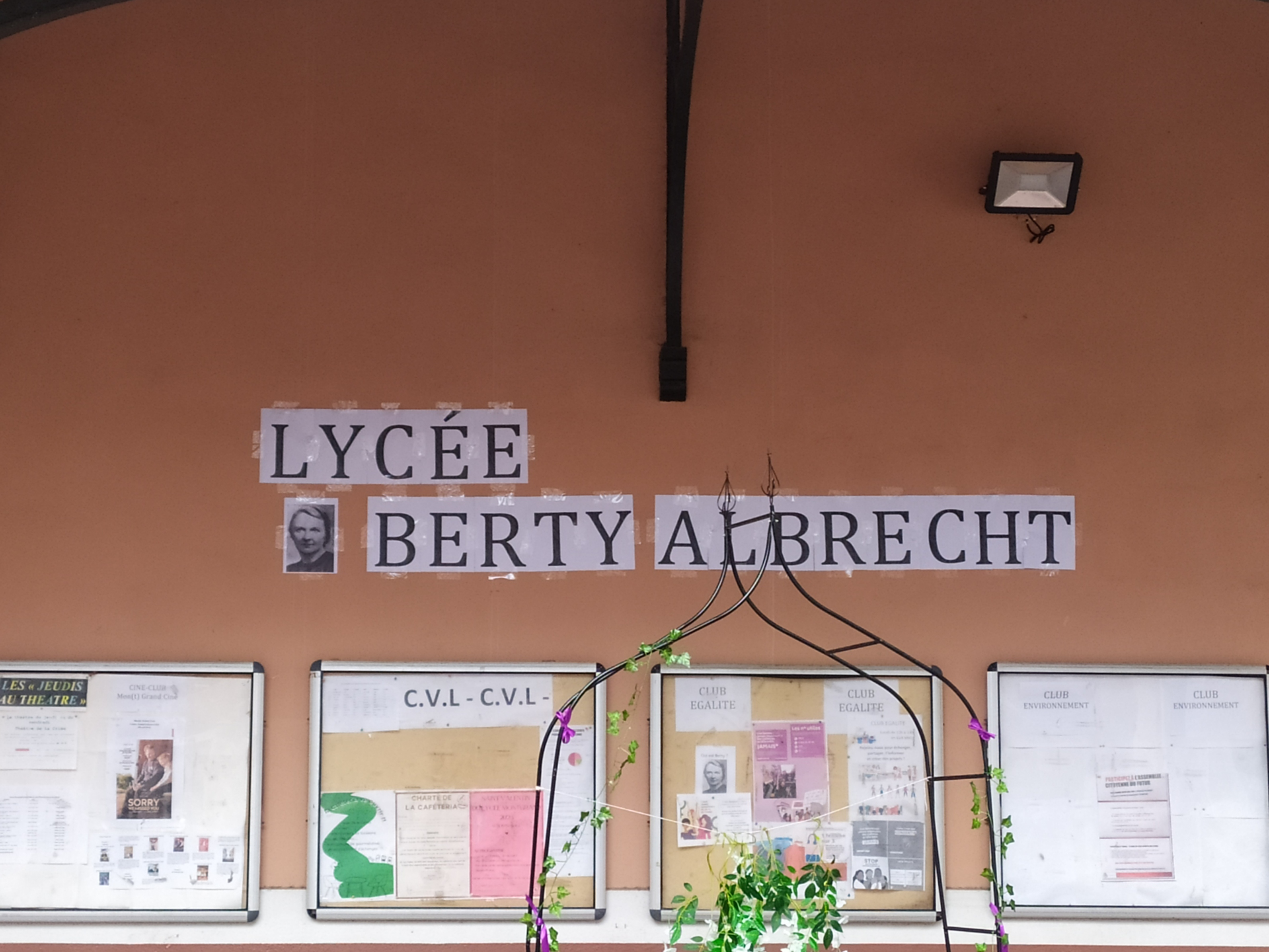
Hommage rendu à Berty Albrecht au lycée pour la journée internationale des droits de femmes, le 8 mars 2023.

- Berty Albrecht[12] (1893-1943), résistante, Compagnon de la Libération
- Régis Campo (1968 -), compositeur, membre de l'Académie des beaux-arts (France), Institut de France
- Mireille Dumont (1901-1990), femme politique
- Thyde Monnier (1887-1967), femme de lettres et féministe
- Michèle Rubirola[13],[14] (1956 -), médecin et femme politique, Maire de Marseille (2020), (1966-1973)
- Christiane Singer (1943-2007), écrivaine
- Denise Toros-Marter[15] (1928-), déportée et militante française engagée pour la mémoire des déportés
- Martine Vassal[16], femme politique

### Professeurs
- Simone de Beauvoir (1908-1986), philosophe, écrivaine, professeure de philosophie au lycée, (1931-1933)
- Jean-Pierre Mouchon (1937-), angliciste, italianiste et écrivain, professeur d'anglais au lycée, (1979-2001)
- Christiane Pauc (1912-1996), enseignante de mathématiques, (1936?-1939)
- Didier Castino (1966-), écrivain (limitation volontaire d'information), (?-)

### Anciennes directrices
- Mlle Lydie Bertrand (1891-1914)
- Mlle Camille Porte (1914-1916)
- Mlle Émilie Lafore (1916-1919)
- Mme Alice Lavaud (1919-1925)
- Mlle Suzanne Forfer (1925-1934)
- Mlle Martha Hartmann (1934-1953)
- Mme Elvire Saint-Guily (1953-1955)
- Mme Marie-Jeanne Salesses (1955-1965)
- Mlle Renée Bailbé (1965-1978)
- Mme Blanche Billard (1978-1985), dernière directrice

(Liste fournie par l'ouvrage de Jean-Pierre Mouchon, "Cent ans de vie du lycée Montgrand", tome II, p. 310).

### Anciens proviseurs
- M. Michel Alphand (1985-1996)
- M. Yves Rollin (1996-2001)
- Christian Rousselot (?-2009)
- Pierre Gillet[17] (2009-2017)
- ? (2017-2019)
- Véronique Dobré (2019?-2021)
- Nathalie Manivet-Delaye (2021-)[18]